# Pleuromyidae
Pleuromyidae zijn een uitgestorven familie van tweekleppigen uit de orde Myida.